# Televisão no Iraque
Após a invasão do Iraque em 2003, a mídia estatal iraquiana entrou em colapso. Em junho de 2004, uma Comissão de Comunicação e Mídia foi criada para aprovar e conceder licenças para toda a mídia do país. Em 2011, o Iraque era sede principal de 49 canais de satélite de sinal aberto, um dos maiores números da região.
Até 2003, as antenas parabólicas foram proibidas e havia um número limitado de estações terrestres nacionais no país. Depois de 2003, a venda de antenas parabólicas subiu e os canais abertos entraram no mercado.
Existem 16 canais terrestres, dos quais três são propriedade da emissora estatal Iraqi Media Network, financiada pelos Estados Unidos. Em março de 2011, a Al Jazeera recebeu o direito de restabelecer as operações no país, depois de ter sido banida em 2004. Há planos para estabelecer uma zona livre de mídia com base em Bagdá, a Cidade de Mídia de Bagdá, que deve ser concluída no final de 2014.

## História

### 1979-2003
"TV iraquiana" foi a principal emissora de TV no Iraque enquanto Saddam Hussein estava no poder. Até a invasão do Iraque em 2003, sua principal cobertura era música patriótica, notícias do governo e propaganda. Deixou de transmitir durante a invasão de 2003.
Outro canal de TV chamado Youth Channel (Qanaat Al-Shabaab) começou a transmitir em 1994 e continha muitos filmes legendados e música ocidental antes da invasão de 2003. Cenas de conteúdo adulto foram editadas desses filmes (com exceção do primeiro filme americano na noite da primeira transmissão. Eles re-transmitiram o filme na tarde seguinte editado), para torná-los mais adequados à cultura, comunidade e faixas etárias de espectadores.
Como a televisão iraquiana estava livre para assistir a qualquer pessoa que possuísse um receptor de satélite adequado em uma região apropriada, ela também recebeu uma quantidade substancial de atenção dos espectadores em outros países que não o Iraque, especialmente durante a invasão do país em 2003.
Como a TV iraquiana continuava transmitindo vídeos mostrando Saddam Hussein vivo ou morto para desviar a atenção do Exército de tentar localizá-lo, cortar a estação do ar era uma grande prioridade.

### 2003-presente
Muitas estações de TV apareceram desde a queda de Saddam. Sob a direção do Embaixador L. Paul Bremer III como Administrador, a Autoridade Provisória da Coalizão (CPA) começou a emitir licenças de rádio e televisão em junho de 2003 para atender à grande demanda por licenças de radiodifusão. As licenças foram emitidas pelo Assessor Sênior de Telecomunicações da CPA. Para planejar a grande demanda esperada, este escritório da CPA trabalhou com engenheiros e gerentes do espectro de radiofrequência iraquiano para desenvolver um plano nacional de distribuição de canais de rádio FM e TV para todas as principais cidades e vilas iraquianas. O plano nacional foi desenvolvido usando critérios técnicos e o plano de distribuição da Região 1 (Europa, África e Oriente Médio) que foi desenvolvido anos antes pela União Internacional de Telecomunicações (ITU), uma organização do tratado das Nações Unidas. O plano de distribuição iraquiano consistia em centenas de estações de rádio e TV FM destinadas às cidades e vilas. Os canais no plano de distribuição estavam abertos a qualquer pessoa para solicitar uma licença para um determinado canal.
CPA desenvolveu algumas regras básicas e regulamentos em junho e julho de 2003 para fornecer um controle regulatório limitado das emissoras. Por exemplo, as transmissões que incitam tumultos foram proibidas. O objetivo geral da CPA era emitir muitas licenças para fornecer uma infinidade de diversas vozes, informações, música e notícias para satisfazer os desejos e gostos dos cidadãos iraquianos. A CPA também reconheceu que a radiodifusão era uma combinação de negócios, publicidade, jornalismo, engenharia e entretenimento, e uma indústria de radiodifusão robusta e próspera poderia fornecer um grande número de empregos profissionais excelentes e altamente desejáveis que reduziriam o desemprego nacional. O CPA também reconheceu que a radiodifusão comercial poderia fornecer oportunidades de criação de riqueza para emissoras de sucesso.
A Iraqi Media Network (IMN), uma rede pública de radiodifusão similar ao Public Broadcasting System nos Estados Unidos, recebeu licenças de rádio e TV da CPA.
O CPA continuou seu trabalho como autoridade nacional de licenciamento e regulamentação de radiodifusão até junho de 2004, quando a Comissão de Comunicações e Mídia do Iraque (CMC) foi estabelecida como a agência reguladora nacional que emitiria licenças e regulamentaria a radiodifusão e as telecomunicações.
Em agosto de 2014, a LANA TV, um novo canal geral de entretenimento, começou a transmitir séries regionais dubladas no dialeto iraquiano. Esta é a primeira vez que um canal de TV está transmitindo dublagem iraquiana de alta qualidade. A LANA TV contratou os principais atores de teatro e atrizes do Iraque, como Ustad Sami Qeftan, para treinar os artistas de dublagem.
O resultado geral é que existem centenas de estações de rádio e televisão operando no Iraque.

## Lista de canais
- Al Anwar TV 2, a primeira emissora de TV por satélite privada árabe do Iraque
- Al Hurra Iraq, o canal de TV mais confiável para iraquianos, cobrindo notícias e assuntos atuais
- Aletejah TV
- Al Iraqiya, a estação de televisão financiada pelo governo
- Al Sharqiya, a primeira estação privada de TV por satélite do Iraque
- Al Sumaria, uma rede independente de televisão por satélite iraquiana
- Nawa TV, uma emissora de TV iraquiana transmitindo em árabe e curdo
- Al-Baghdadia TV, canal nacionalista árabe que se opunha à ocupação, à insurgência e à ditadura. A família do dono foi fortemente abusada durante o reinado de Saddam Hussain
- Al Forat, a estação de TV SIIC
- Ashur TV
- Biladi
- Baghdad TV
- Afaq TV, canal de Nuri al-Maliki
- Al Rasheed TV
- Ahlulbayt TV
- Al Masar
- Al Fayha
- Ishtar TV, uma estação de TV assíria
- LANA TV
- Asia Network Television
- Karbala TV
- Alahad TV
- Satélite de Badinan ---- Duhok - Curdistão iraquiano - 01/09/2012